# محسن رنانی
محسن رنانی  (زادهٔ ۱۳۴۴، روستای رهنان از توابع اصفهان) اقتصاددان نهادگرا، فعال سیاسی جبهه اصلاحات، عضو هیئت علمی گروه اقتصاد دانشگاه اصفهان و از چهره‌های اقتصادی ایران است. رنانی علی‌رغم عضویتش در هیئت علمی دانشکده اقتصاد دانشگاه اصفهان کمتر تحلیل‌های اقتصادی ارائه داده و بیشتر به عنوان یک فعال سیاسی شناخته می‌شود. نسخه ایرانی نهادگرایی، عنوانی جدید برای فعالیت طرفداران قدیمی اقتصاد دولتی در ایران شناخته می‌شود.
او تا دیپلم را در اصفهان تحصیل کرد و سپس مدارج کارشناسی (۱۳۶۶)، کارشناسی ارشد (۱۳۶۸) و دکترای (۱۳۷۵) خود را در رشته اقتصاد از دانشگاه تهران اخذ کرد.
رنانی از فعالان نزدیک به حسن روحانی در دوره ریاست بر مرکز تحقیقات استراتژیک مجمع تشخیص مصلحت نظام و سپس در دوره ریاست جمهوری وی بود. وی بیش از ۱۵ کتاب به‌طور مستقل یا مشترک تألیف و ترجمه و بیش از صد مقاله علمی به چاپ رسانده است. دو کتاب او به عنوان کتاب سال دانشگاهی برگزیده شده است. معروفترین آثار او «بازار یا نابازار؟»، «چرخه‌های افول اخلاق و اقتصاد» و «اقتصاد سیاسی مناقشه اتمی ایران: درآمدی بر عبور تمدنها» هستند که مورد آخر در اردیبهشت ۱۳۹۲ به صورت دیجیتال از طریق تارنمای رسمی رنانی منتشر شد. در این کتاب که در سال ۱۳۸۷ برای مقامات کشوری و رهبر ایران فرستاد می‌گوید دوران استفاده از نفت به عنوان منبع اصلی درآمد کشورها، از جمله‌ ایران به زودی پایان می‌یابد و با توجه به این باید هرچه زودتر توافق هسته‌ای با غرب حاصل شود. او در سال ۱۳۹۳ در طول دوران مذاکرات هسته‌ای منتهی به برجام نیز می‌گفت قیمت‌ نفت به زودی رو به کاهش می‌گذارد و بعد از برجام دیگر نباید انتظار آمدن دوران نفت گران را داشت و قیمت‌ها روی ۵۰ دلار تثبیت شده و بعد از چند سال با به ثمر رسیدن برنامه های انرژی نو در اروپا و آمریکا قیمت روی ۳۵ دلار تثبیت می‌شود، پس باید زودتر توافق هسته‌ای امضا گردد.
رنانی به عنوان یک اقتصاددان نزدیک به جریان اصلاحات یکی از ۱۶۳ اقتصاددان عمدتاً نهادگرای امضا کننده نامه حمایت از حسن روحانی در انتخابات ریاست جمهوری سال ۱۳۹۶ در ایران بود. او در انتخابات ریاست جمهوری سال ۱۳۸۸ از امضا کننده نامه حمایت برخی از اقتصاددانان از نامزدی میرحسین موسوی و نظریات اقتصادی دولت پیشنهادی او بود. رنانی می‌گوید: «در انتخابات سال ۹۲ برای آمدن آقای روحانی سنگ تمام گذاشتم».
وی در مصاحبه با دوماهنامه چشم‌انداز ایران گفته در حوزه اقتصاد، دیدگاه‌های اقتصاد نهادگرای جدید را بیشتر می‌پسندد و معتقد است در آینده نه چندان دور این مکتب به نظریه مسلط در اقتصاد تبدیل خواهد شد. اما در حوزه سیاست با دیدگاه هایک موافق است و در حوزه نظریه اجتماعی نیز علاقه‌مند و مبلغ نظریه سرمایه اجتماعی است. جریان اقتصاد نهادگرایی ایرانی توسط برخی به عنوان پوششی جدید برای فعالیت افراد با گرایش چپ اقتصادی در ایران شناخته می‌شود.

## تحلیل‌ها
محسن رنانی در مورد بحران‌های خاورمیانه و سیاست‌های جهانی تحلیل‌ها و بینش‌هایی اقتصاد محور دارد. وی در کتاب «اقتصاد سیاسی مناقشه اتمی ایران» مدعی شده که غرب به روش‌های مختلف و از جمله از طریق ایجاد تنش در خلیج فارس و به ویژه طولانی کردن مناقشه اتمی ایران می‌کوشد قیمت نفت را بالای صد دلار نگهدارد تا از این طریق ضمن کاهش تقاضای نفت، سرمایه‌گذاری در انرژی‌های نو و نیز در نفت‌های نامتعارف را مقرون به صرفه کند. رنانی در این کتاب معتقد است پس از آن که در دوره‌ای نسبتاً بلند (بین هفت تا ده سال) قیمت نفت بالا بود و سرمایه‌گذاری در نفت‌های نامتعارف و نیز انرژیهای نو به اندازه کافی بالا رفت، قیمت نفت شروع به کاهش خواهد کرد و ممکن است تا سقف هزینه تولید (بین ۳۰ تا ۴۰ دلار) کاهش یابد. در نیمه دوم سال ۱۳۹۳ که قیمت‌های جهانی نفت از بالای صد دلار به حدود ۵۵ دلار سقوط کرد، بیش از ۹ سال از زمان شروع نگارش کتاب و شش سال از زمان ارسال آن برای مقامات ارشد ایران گذشته بود. به همین علت برخی تحلیل گران این تحولات را نشانه‌ای بر صحت پیش‌بینی‌های رنانی دانسته‌اند.

### اعتراضات آبان ۱۳۹۸ ایران
محسن رنانی معتقد است که: «معترضان اعتراضات آبان ۱۳۹۸ ایران نسلی هستند که زاده و پرورده پس از انقلاب ۱۳۵۷ ایران هستند؛ این نسل پیامد تمام خطاهای سیاستی چهار دهه گذشته را با پوست و گوشت خود حس و تجربه کرده است. این نسل، زمینی و عقلانی می‌اندیشد؛ جهان مدرن را بهتر می‌فهمد؛ بسیار آگاه است؛ به خاطر گسترش ابزارهای اطلاعاتی و ارتباطی، قدرت اثرگذاری و کنترلش بر سیاست‌های نظام تدبیر و بر خطاهای آن شدیداً بالا رفته است؛ این نسل ابزارهای کاملاً عملی برای نافرمانی از قوانینی که با طبیعت او نمی‌خواند را در اختیار دارد؛ این نسل زندگی را عمیق‌تر درک می‌کند و زندگی را عمیقاً دوست دارد. نسل جدید بن‌بست نمی‌شناسد؛ نه بن‌بست فکری و نه بن‌بست عملی. نسل قبلی نسل بن‌بست بود، نسلی که چشمش به بزرگان بود تا با تدبیر آن‌ها، بن‌بست‌ها و گره‌ها را بگشایند. اما این نسل بن‌بست نمی‌شناسد. ویژگی دیگر این نسل، «رواداری» است. نسل گذشته انتظار داشت دوست یا همسفرش الزاماً فردی مثل خودشان باشد، یعنی همچون خودشان مذهبی یا چپگرا یا نوگرا باشد، ولی این نسل می‌تواند با هر کس با هر عقیده‌ای کار کند و کنار بیاید به شرط آنکه حقوق یکدیگر و قواعد بازی را رعایت کنند».

### جنبش ۱۴۰۱ ایران
محسن رنانی یادداشتی با عنوان «سقوط»، برای انتشار عمومی منتشر کرد «تا از یک‌سو خانواده کشتگان و جوانان آسیب‌دیده و معترضِ جنبش مهسا غمناک نباشند و بدانند که اعتراض‌شان چه دستاورد عظیمی داشته است … و از سوی‌دیگر اگر هنوز در درون نظام سیاسی هستند کسانی که از سطح هیجان و ترس روانشناختی عبور کرده‌اند و قدرت نگریستن عقلانی به تحولات را دارند، واقعیت را دقیق‌تر ببینند و به مراکز قدرت منتقل کنند؛ شاید هنوز فرصت بازگشت و همگرایی از دست نرفته باشد.»
رنانی نوشته است که سقوط هر سیستم اجتماعی دو بُعد دارد:
- «سقوطِ ذهنی» شامل دو مرحله «سقوط کارآمدی» و «سقوط شایستگی»
- «سقوط عینی» شامل دو مرحله «سقوط نمادها» و «سقوط ساختارها»

وی می‌گوید نظام سیاسی ایران، سه مرحله از سقوط را طی کرده و «اصلاح از بالا» جواب نمی‌دهد چون پیش‌شرط موفقیتِ آن، «باورپذیر» بودن نظام سیاسی است و نظام سیاسی، «باورپذیری» خود را در ذهن بخش بزرگی از جامعه از دست داده و تأکید می‌کند که جمهوری اسلامی در آستانه مرحله چهارم ایستاده است.

## کتابشناسی
- عقلانیت نابه‌روال: نگاه اقتصادی نامتعارف به پدیده‌های متعارف، (ترجمه مشترک - ۱۳۹۳)[۲۴]
- اقتصاد سیاسی مناقشه اتمی ایران، درآمدی بر عبور تمدن‌ها، (تألیف – ۱۳۸۷)[۲۵]
- چرخه‌های افول اخلاق و اقتصاد: سرمایه اجتماعی و توسعه در ایران[۲۶]
- بازار یا نابازار: بررسی موانع نهادی کارایی نظام اقتصادی بازار در اقتصاد ایران[۲۷]
- دولت صنفی، (ترجمه مشترک)
- مقدمه‌ای بر ماهیت، کارکرد و زوال اصناف، (ترجمه مشترک)
- سرمایه اجتماعی و توسعه اقتصادی، (ترجمه مشترک)
- درک دموکراسی: رویکردی بر انتخاب عمومی، (ترجمه مشترک)
- راهنمای معلم برای دبیران اقتصاد، (تألیف مشترک)
- اقتصاد تولید کشاورزی، (ترجمه)
- اقتصاد کار و نیروی انسانی، (ترجمه)
- کتاب تست کلیات علم اقتصاد، (ترجمه)
- آواز پر سیاووش، (مجموعه شعر)
- مجموعه تست اقتصاد کلان، (تألیف مشترک)
- علم اقتصاد: پیشرفت، رکود یا انحطاط؟، (ترجمه)[۲۸]